# Pokémon Sleep
《Pokémon Sleep》是一款由日本工作室Select Button開發，Niantic協助開發，寶可夢公司負責發行的寶可夢系列衍生手機遊戲，於2023年7月17日起在全球陆续上线。

## 概要
本作是款能透過智慧型手機或周邊配件「Pokémon GO Plus+」來偵測使用者的睡眠時間，並藉由藍牙傳輸將數據傳送至使用者的手機設備，以進行與睡眠有關的遊戲，使「睡眠」化為娛樂，類似《Pokémon GO》將「步行」化為娛樂的方式。

## 開發
2019年5月29日，寶可夢公司在東京舉辦的事業戰略發表會上，正式公開本作。由曾製作《跳躍吧！鯉魚王》的日本工作室Select Button負責開發的工作，並將和《Pokémon GO》的開發商Niantic聯手合作開發。並預計於2020年內在iOS及Android等平台全球同步上市，但2020年過去仍未推出。
2023年2月27日，於Pokémon Presents中公開遊戲詳情，並宣布於2023年夏季推出。

## 游戏设定
每个宝可梦有不同的能力，分为树果型、食材型和技能型三种，它们拾取的树果和食材也不相同。通过向卡比兽喂食树果和食材做的料理提高卡比兽分数。一天可以做三次料理，根据食材搭配的不同，料理的种类也不同。
玩家在睡觉前，将智能手机或配件「Pokémon GO Plus+」设定监测睡眠模式，并放其在枕头附近，就会记录和测量睡眠。睡得时长越久，睡眠时长分数就越高，与游戏里获得的卡比兽分数相乘所得的分数即为本次睡眠结果。睡眠结果的分数越高，遇到的宝可梦就越多，宝可梦睡姿的稀有度也越高。
睡眠结果方式会划分为“浅浅入梦”、“安然入睡”和“深深入眠”三种类型（也有机会被评为“无特征型”），不同类型在睡醒后遇到的宝可梦种类各不相同（“无特征型”不受限制）。

## 外部連結
- 官方网站（繁體中文）
- Pokemon Sleep Grader - 计算器（粉丝网站） （页面存档备份，存于）